# THeMIS
THEMIS (Tracked Hybrid Modular Infantry System) е наземно безпилотно верижно возило, предназначено предимно за военни приложения, създадено от Milrem Robotics в Естония. Превозното средство е предназначено да осигури поддръжка на пехотни войски, като служи като транспортна платформа, управляема дистанционно оръжейна станция, откриване и обезвреждане на взривни устройства и др. Отворената архитектура му дава възможност за много мисии. Основната цел на THeMIS е да поддържа логистиката на базата и да осигурява снабдяване бойните единици на фронтовата линия. Подпомага пехотните части и може да бъде оборудвано с леки или тежки картечници, 40 mm гранатомети, 30 mm автоматични оръдия и противотанкови ракетни системи. THEMIS има усъвършенствани възможности за събиране на разузнавателна информация с множество сензори. Основната им цел е да осигурят подобрено разузнаване, наблюдение в широки райони и способност за оценка на щетите от битката. Системата може ефективно да подобри работата на пехотни части, граничната охрана и правоприлагащите органи за събиране и обработка на информация и намаляване на времето за реакция на командирите.

## Държави потребители
- Австралия
- Естония
- Финландия
- Франция
- Германия
- Холандия
- Норвегия
- Украйна
- Великобритания
- САЩ
- Испания